# Nymphula expatrialis
Nymphula expatrialis là một loài bướm đêm trong họ Crambidae.